# 阿倫·舒里
阿倫·舒里（1941年11月2日— ）是印度经济学家、记者、作家和政治人物。他曾担任世界银行经济学家、印度規劃委員會顾问、《印度快報》和《印度时报》编辑、第二次瓦杰帕伊內閣通訊部部长。他于1982年荣获拉蒙·麦格塞塞奖、世界新聞評論年度国际编辑奖，1990年荣获莲花士勋章。
他被认为是1990年代至21世纪初印度教民族主義知识分子的代表之一，他曾撰寫爭議性的伊斯兰教和基督教相關著作，並抨擊左翼思想家。不過，他自認對宗教持懷疑態度，對有組織宗教的概念尤為批判。

## 早年和教育
阿倫·舒里生于英属印度賈朗達爾，他在巴拉克汉巴现代学校畢業後就讀德里圣史蒂芬学院经济学学士。1966年，他在雪城大學麥克斯韋爾公民與公共事務學院获得经济学博士学位

## 个人生活
舒里與妻阿妮塔·舒里（Anita Shourie）育有一子，他的妹妹是知名記者娜麗妮·辛格。
他曾表示，他的寫作風格就像律師的案件日誌，是為了「贏得某場官司」而寫的，並也評論過自己對新聞業的看法。他對宗教持懷疑立場，特別是對有組織宗教的批判態度。他在2011年的著作《他可曾知曉母親的心？痛苦如何反駁宗教》（Does He Know a Mother's Heart: How Suffering Refutes Religion）中，分享了個人生命經歷。而在2020年出版的《準備迎接死亡》（Preparing for Death）一書中，他探討了如何面對死亡，並提到其他人可藉由觀照拉瑪克里斯納、释迦牟尼、拉瑪那·馬哈希、圣雄甘地與維諾巴·巴韋的生平，來思考人生終極課題。

## 職業

### 经济学家
在從雪城大學獲得經濟學博士學位後不久，他在1967年加入世界银行擔任經濟學家，工作超過10年。同時在1972至1974年間，他也曾擔任印度規劃委員會的顧問。也在此時，他開始以記者身分撰寫文章，批評當時的經濟政策。

### 記者
1975年，在時任總理英迪拉·甘地實施緊急狀態期間，舒里開始為《印度快報》撰稿，反對他所視為對公民自由的打壓。該報由拉姆納特·戈恩卡擁有，是政府審查制度打壓的主要目標之一。1976年，他成為印度社會科學研究委員會的研究員。1979年1月，戈恩卡任命紹里為該報執行主編，並給予他完全的自主權處理報社事務。
受甘地主義思想影響，舒里被譽為資深新聞工作者。他於1982年獲頒麥格塞塞新聞、文學與創意傳播藝術類別獎，以表彰他「身為一位關心社會的公民，以筆作為對抗貪污、不平等與不公義的武器」。2000年，他被國際新聞協會評選為全球新聞自由英雄。他同時也獲得年度国际编辑奖與出版自由獎（The Freedom to Publish Award）。

### 從政
舒里曾在北方邦代表印度人民黨連續兩屆擔任联邦院議員，任期為1998至2004年以及2004至2010年。在瓦杰帕伊擔任總理期間，他曾管理印度財政部的撤資事宜，及擔任通訊部部長與資訊科技部部長。在擔任撤資部長期間，他主導出售馬魯蒂鈴木公司、VSNL和印度斯坦鋅業等國有企業的股份。
舒里曾與許多人一起反對1986年拉吉夫·甘地政府提出的《穆斯林婦女（離婚權利保護）法案》，該法案旨在安撫社會動盪並保住穆斯林選票。政府聲稱該法案能加強印度宪法世俗主義，但卻遭到穆斯林與印度教徒的廣泛批評。自由派如安斯利·恩布里認為這是「對伊斯蘭教蒙昧主義勢力的屈服，如同回到十三世紀。」
而印度教復興主義者則認為這削弱了印度的團結。舒里撰文指出，《古蘭經》中對女性的待遇其實可為她們提供保護，但實際應用中的伊斯蘭法卻壓迫她們。然而，他也因此受到批評，被指責為藉批評伊斯蘭法律，暗中攻擊伊斯蘭教本身。穆斯林學者拉菲克·扎卡里亞認為舒里關心改革其實是對“印度教的輕蔑”，藉穆斯林婦女的處境作為證據來貶低整個社群。維爾·桑格維則稱之為“披著自由派外衣的印度教沙文主義”。
2009年印度議會選舉印度人民黨失利後，舒里呼籲黨內應反思與問責，並譴責黨內派系之爭以及向記者放話以謀求個人利益者。
政治學者克里斯多夫·賈弗雷洛曾形容紹里為“一位對激進印度教主題持同情態度的作家”，且他曾公開支持印度教民族主義組織国民志愿服务团的理念。這使一些敬佩其新聞工作的觀眾感到不安。紹里表示，儘管他認為像2002年戈德拉火車縱火案這類穆斯林暴力事件的確存在危險，但人們已重新定義了“Hindutva”（印度教民族主義）一詞。他認為，印度人民黨內的重要人物如L.K. 阿德瓦尼與瓦杰帕伊都反對宗教仇恨，並試圖讓該黨包容多元，邊緣化那些推動仇恨的穆斯林與印度教極端派。作為政治觀察者，他認為現行選舉制度忽視能力與清廉。他在明日印度全球高峰會上強調，社會應對改變選舉制度施加壓力。
舒里反對保留制，該制度類似於美国的平权行动，但在印度為法定的官方歧視制度。2017年，他表示：“贾瓦哈拉尔·尼赫鲁當年就正確地指出，這樣的保留制度不僅愚蠢，更是災難。”

### 作家
舒里著作等身。他在其著作《傑出歷史學家：他們的技術、他們的生活、他們的欺騙》（Eminent Historians: Their Technology, Their Life, Their Fraud，2014）中，批評了印度馬克思主義史學派的意識形態偏見與對歷史事件的選擇性詮釋，認為這種觀點常常歪曲事實以符合階級鬥爭敘事。他挑戰馬克思主義對印度歷史過度聚焦经济决定论，忽視文化與精神面向。
根據一篇評論，舒里的寫作風格具有以下特徵：
明顯是由一位聰明、堅定、善於揭弊的記者所寫；充滿論戰風格、人身攻擊，語調時常尖銳……但儘管如此，這些書顯然出自一位才華洋溢之人，擁有廣博（雖略偏執）的知識、對言論與新聞自由的熱情，以及探究事件本質的渴望。

### 批评
哲學家瑪莎·努斯鮑姆表示，除了圣雄甘地之外，舒里幾乎對任何宗教思想家都不感興趣，她評論舒里的書“從不嘗試提供平衡觀點；也從未展現複雜性的理解。全都帶著相同的嘲諷與優越語調。”
歷史學家D. N. Jha批評舒里的《傑出歷史學家》一書（關於NCERT教科書爭議），認為其內容誹謗，且與歷史無關。

## 印度理工学院坎普尔分校
2000年，舒里承諾將其國會議員地方發展計劃基金約1.2億盧比全數用於印度理工學院坎普爾分校，在該校設立生物科學與生物工程系。
2005年，他再次承諾撥款1,100萬盧比，用於在該學院建立環境科學與環境工程的專屬建築。

### 引用书目
- Embree, Ainslie Thomas, , University of California Press, 1990, ISBN 9780520068667
- Indian Express, , Indian Express, 2009-08-24  [2014-05-02]
- International Press Institute, , International Press Institute,   [2014-05-01], （原始内容存档于2014-05-02）
- Jaffrelot, Christophe, , C. Hurst & Co., 1996, ISBN 9781850651703
- Magsaysay Foundation, , Ramon Magsaysay Award Foundation, 2012  [2012-05-01], （原始内容存档于2014-05-02）
- Nussbaum, Martha, , Harvard University Press, 2009, ISBN 9780674041561